# Serrat de la Plana (Pinell de Solsonès)
|  | Aquest article tracta sobre el Serrat de la Plana de Pinell de Solsonès. Vegeu-ne altres significats a «Serrat de la Plana (Santa Maria d'Oló)». |

El Serrat de la Plana és una muntanya de 803 metres que es troba al municipi de Pinell de Solsonès, a la comarca catalana del Solsonès.